# الدوم كلود فرولو
أرشيدياكون فرولو (بالفرنسية: Claude Frollo)‏ هو الخصم في الرواية، ومع ذلك فهو لايجسد الشخصية الشريرة المثالية، يضحي ليعتني بأخيه الأصغر جيهان، الذي يرد له الجميل بإضاعة ماله في لعب القمار وتركه لدراسته، إلى جانب ذلك يحاول أن يدرس كوازيمودو، لكن صمّمه صعّب الأمور، تعلم فرولو السحر الأسود بعد أن فشل في جعل جيهان وكوازيمودو كما يريد، كوازيمودو هو بالنسبة له أداة بدون إرادة تؤدي الأوامر فحسب، قلبه يحترق من من حبه لأزميرالدا، فقد أحبها من النظرة الأولى.